# کالین کراوچ

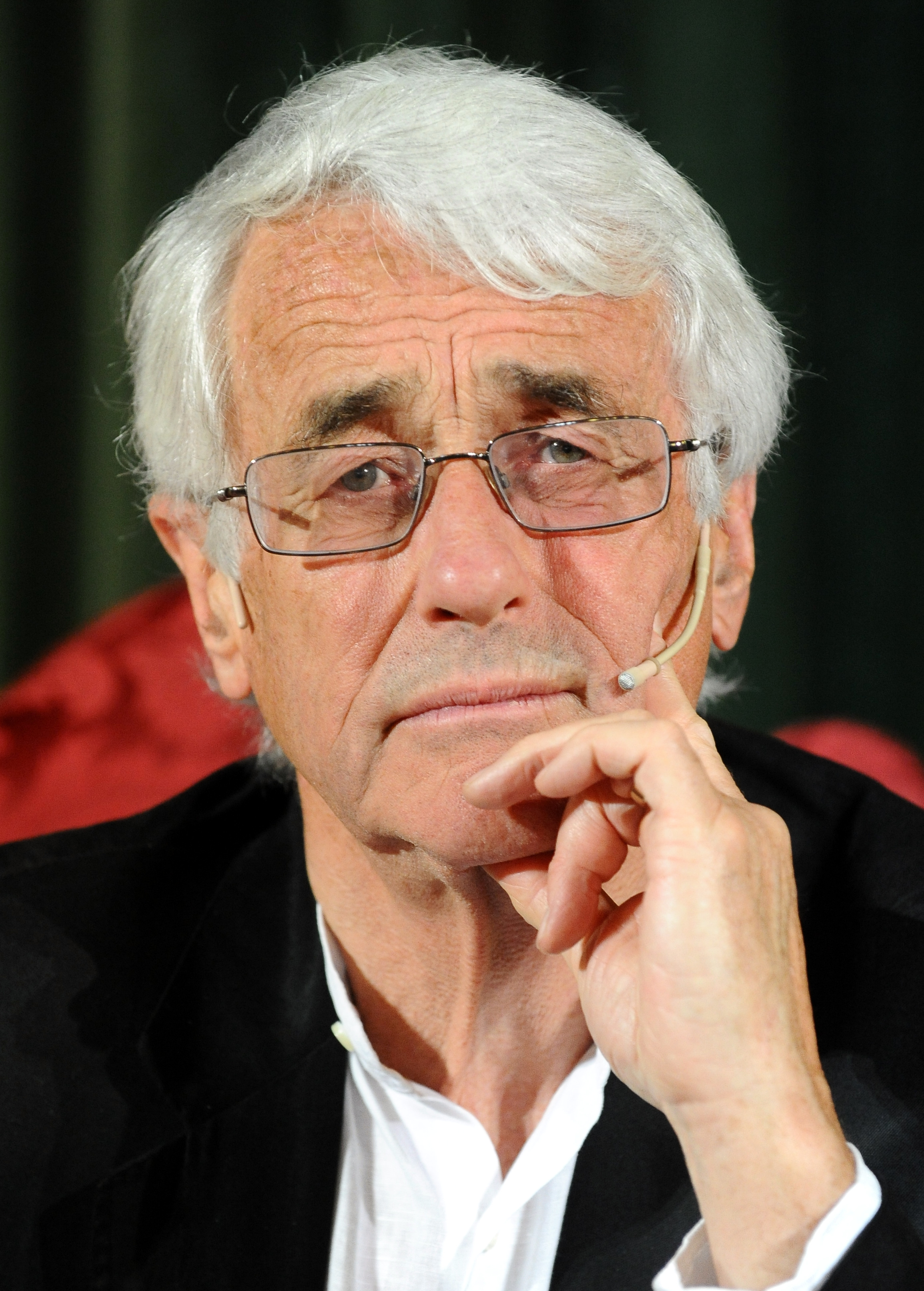
کالین کراوچ، جامعه‌شناس اهل انگلیس - ۲۰۱۳

کالین کراوچ (متولد ۱۹۴۴ در ایثوورث) جامعه‌شناس و متفکر علوم سیاسی اهل انگلستان است. او کسی است که برای اولین بار مفهوم «پسادموکراسی» را وارد واژگان علوم سیاسی کرد.
از جمله علایق سیاسی او بررسی دلایل و عواقب عدم مشارکت شهروندان در کشورهای دموکراتیک غربی است.
او مؤلف کتاب‌هایی از جمله پسا دموکراسی و نمردن عجیب نئولیبرالیسم می‌باشد.